# Jakob Kolletschka

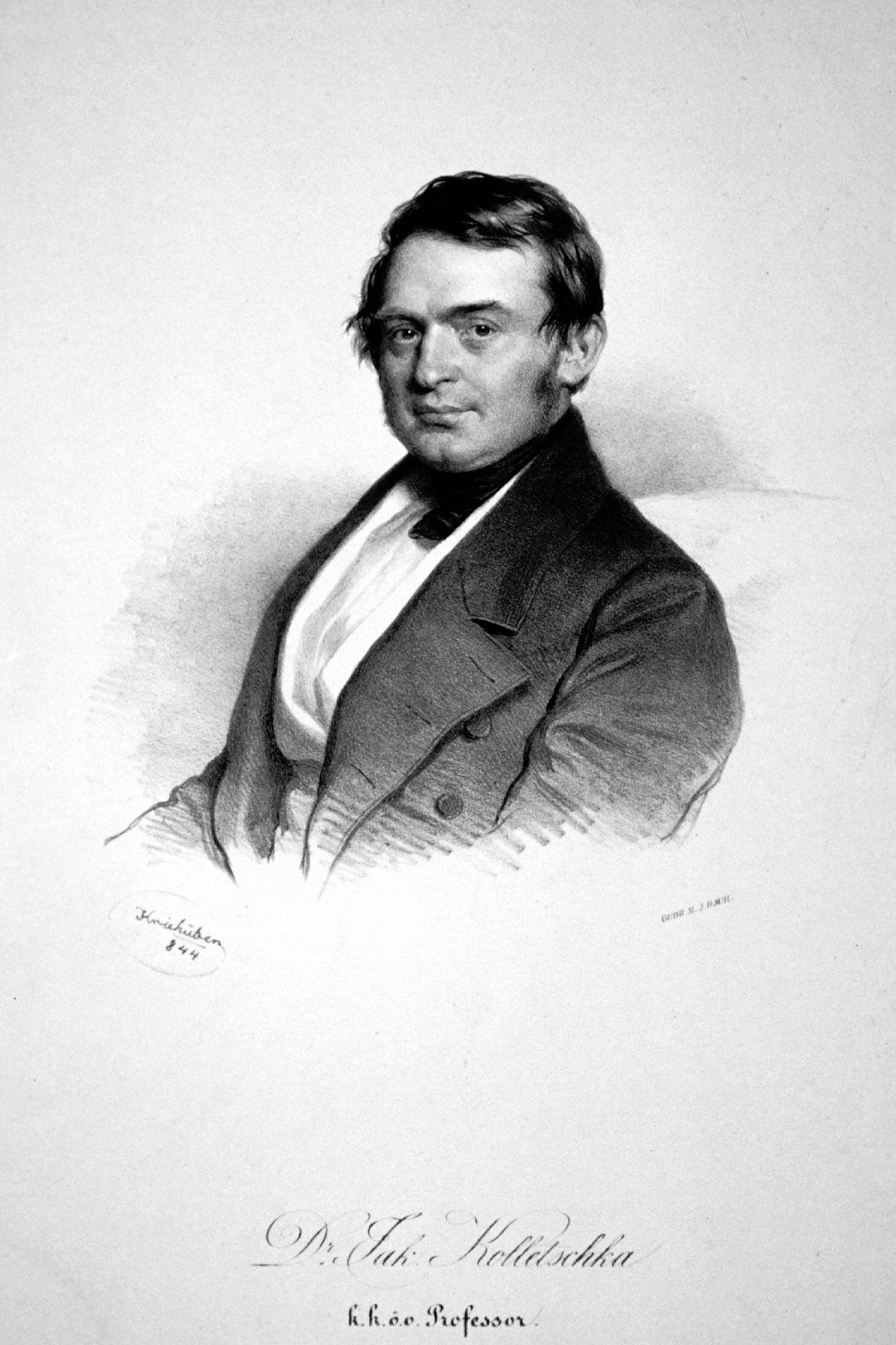
Jakob Kolletschka, Lithographie von Josef Kriehuber (1844)

Jakob Kolletschka, in anderer Schreibweise Koletschka (* 4. Juli oder 24. Juli 1803 in Deutsch Bielau (Böhmen); † 13. März 1847 in Wien), war ein österreichischer Pathologischer Anatom.
Jakob Kolletschka wurde 1803 als Sohn des Deutsch-Bielauer Dorfrichters Franz Kolletschka († 1806) und dessen Gattin Anna Maria Krschka geboren. Sein älterer Bruder Paul (1798–1867) übernahm den elterlichen Hof, sodass Jakob sich auf sein Studium konzentrieren konnte. Vom Ortspfarrer gefördert, studierte er zunächst in Brünn Philosophie, ehe er nach Wien ging.
Kolletschka studierte an der Wiener Universität, an der er auch promoviert wurde. An der pathologisch-anatomischen Anstalt, die unter der Leitung Rokitanskys stand, war er mit kurzen Unterbrechungen zehn Jahre lang Assistent. 1837 begann er Privatkurse über pathologische Anatomie zu halten, die gut besucht waren. 1839 verfasste er mit Joseph Škoda Über Pericarditis. Diese Arbeit erschien in den österreichischen Jahrbüchern und machte den Zusammenhang der Ergebnisse bei der Leichenuntersuchung und den Beobachtungen am Krankenbette in einer bis dahin noch unerreichten Weise und das Wesen der pathologisch-anatomische Diagnose ersichtlich.
Als Kolletschka die pathologisch-anatomische Anstalt verließ, arbeitete er drei Jahre lang als Primarius (Chefarzt) am Spital der Barmherzigen Schwestern in der Leopoldstadt. 1843 wurde er zum Professor der Staatsarzneikunde und der Gerichtsmedizin ernannt. Diese Funktion führte er vier Jahre lang aus.
Durch eine Fingerverletzung bei einer Leichensektion, die ihm durch einen seiner Studenten mit dem Skalpell unabsichtlich zugefügt wurde, erlitt er eine Blutvergiftung, an der er am 13. März 1847 starb. Als Haupterbe war sein Bruder Paul in Deutsch-Bielau eingesetzt. Sein Dorfschullehrer dort hatte ihn überlebt und hielt sein Andenken hoch.
Ignaz Semmelweis bemerkte Ähnlichkeiten im Krankheitsverlauf von Kolletschka und dem Kindbettfieber. Dies veranlasste ihn zu der Annahme, dass die Ursache der Sepsis im Falle von Kolletschka in mangelnder Hygiene bestand.
Im Jahr 1972 wurde im 22. Wiener Gemeindebezirk Donaustadt die Kolletschkagasse nach ihm benannt.